# Пенневіц
Пенневіц (нім. Pennewitz) — громада в Німеччині, розташована в землі Тюрингія. Входить до складу району Ільм. Складова частина об'єднання громад Лангер-Берг.
Площа — 5,48 км2. Населення становить Невірний параметр metadata 16 070 042 ос. (станом на 31 грудня 2021).

## Галерея

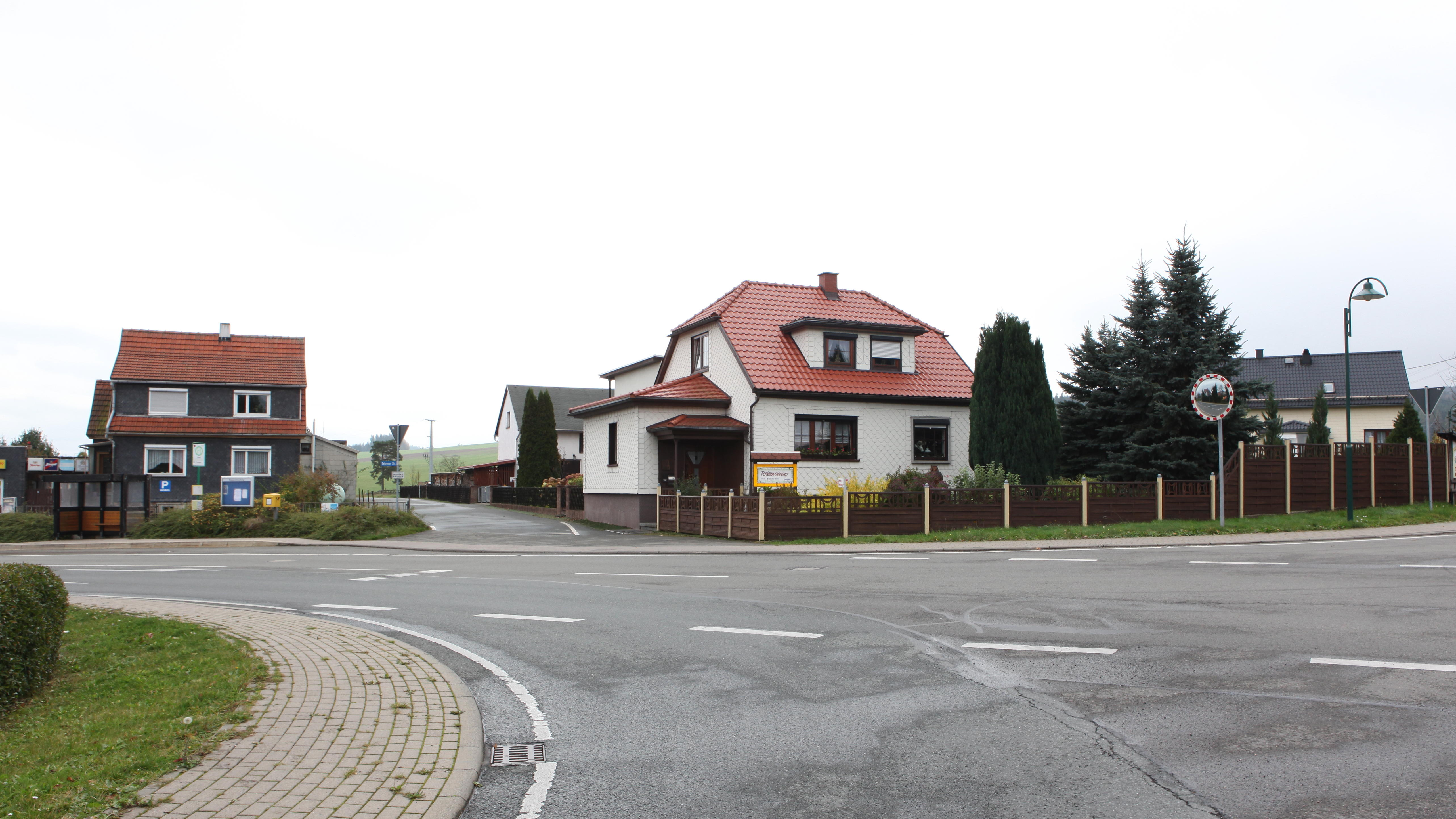